# Четверте покоління ігрових систем
В історії комп'ютерних та відеоігор, четверте покоління (найчастіше називають 16-бітної ери) з ігрових консолей почалася 30 жовтня 1987 року зі японським випуском NEC Home Electronics PC Engine (відомий як TurboGrafx- 16 в Північній Америці). Це покоління почало сильні консольні війни. Хоча NEC випустила першу консоль четвертого покоління, і був другим в Super Famicom в Японії, продажі цієї епохи були в основному домінували суперництво між Nintendo і Sega-х консолей в Північній Америці: Super Nintendo Entertainment System (Super Famicom в Японії) і Sega Mega Drive (названий Genesis в Північній Америці). Nintendo змогла отримати вигоду зі свого попереднього успіху в третьому поколінні і зуміла завоювати найбільшу частку на світовий ринок в четвертому поколінні, а також. Sega був надзвичайно успішним в цьому поколінні і почав нову франшизу, Sonic The Hedgehog, щоб конкурувати з серією Nintendo Mario. Кілька інших компаній випустили консолей цього покоління, але жоден з них не був широко успішним. Проте, деякі інші компанії почали помічати назріваюче індустрії відеоігор і почали будувати плани з випуску консолей самостійно в майбутньому. Це покоління закінчилося скасуванням Neo Geo в 2004 році.
Четверте покоління також має відмінності від минулого тим:
- Більш потужні 16-розрядні мікропроцесори
- Більше самих кнопок у контролері (від 3 до 8 кнопок)
- Комплекс параллакса прокрутки, багатошарові tilemap фони з псевдо-3D масштабування і обертання
- Великі спрайти (до 64 × 64 або 16 × 512 пікселів), 80-380 спрайтів на екрані, що масштабується на льоту, з псевдо-3D масштабування і обертання
- Складний колір, від 64 до 4096 кольорів на екрані, від палітри 512 (9-біт) до 65536 (16-біт) кольорів
- Плоскі затінені 3D полігонального графіки
- Підтримка CD-ROM за допомогою надбудов, що дозволяє більше простору для зберігання і повне відтворення відео руху
- Стерео аудіо, з декількома каналами і відтворення цифрового аудіо (PCM, ADPCM, потокове CD-DA аудіо)
- Розширений синтез музики (синтез FM і «табличний» синтез на основі вибірки)

## Ігрові консолі

### PC Engine/TurboGrafx-16

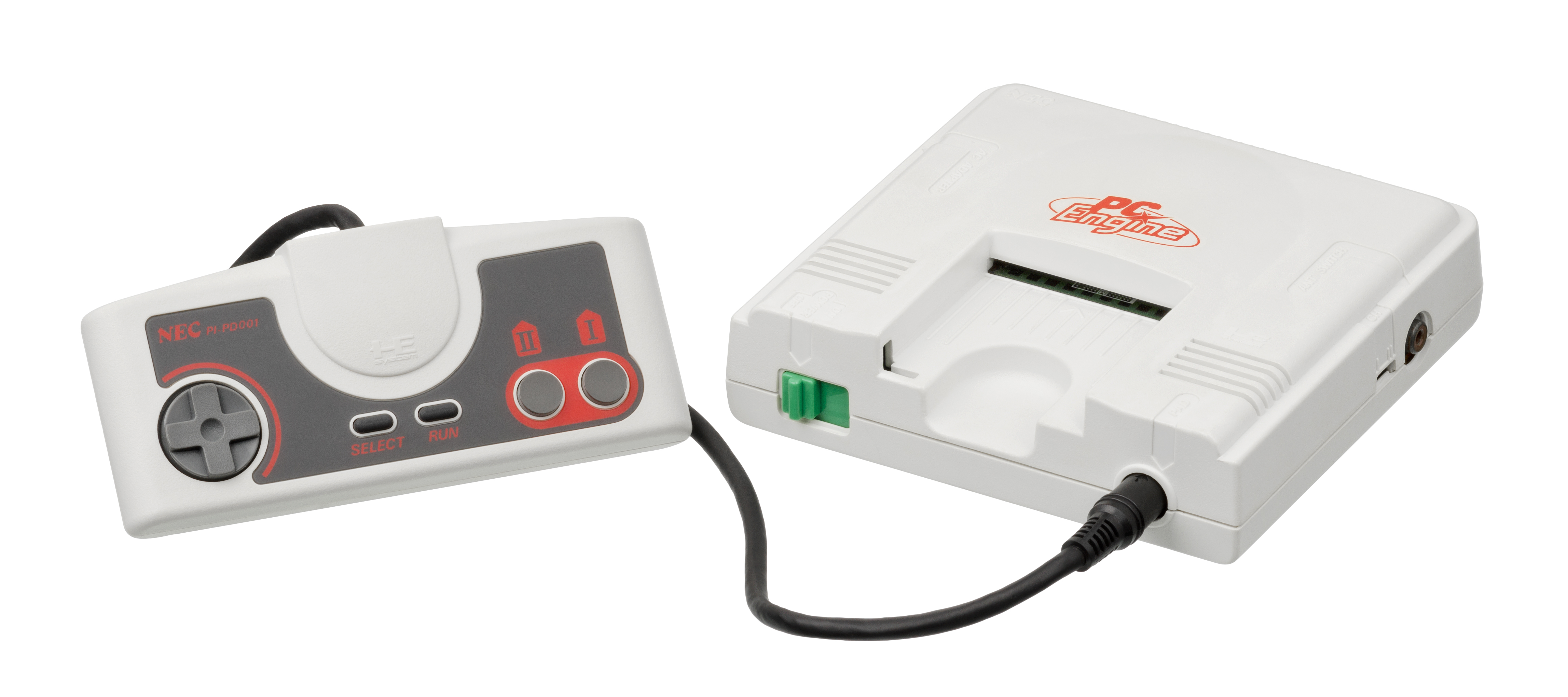

PC Engine був результатом співпраці між Hudson Soft та NEC, і був випущений в Японії 30 жовтня 1987 року, в Північній Америці в серпні 1989 року під назвою TurboGrafx-16.
Спочатку TurboGrafx-16 був досить успішним в Японії, частково завдяки заголовкам, доступним на тодішньому новому CD-ROM. NEC випустив CD-надбудову в 1990 році і до 1992 року випустив комбінацію TurboGrafx і CD-ROM системи, відомої як TurboDuo.
У Сполучених Штатах NEC використовував Bonk, як свого талісмана та показували його в більшій частині реклами TurboGrafx в період з 1990 по 1994 рік. Платформа була добре прийнята спочатку, особливо на великих ринках, але не вдалося проникнути в менші столичні зони, де NEC не мала стільки представників магазинів або як орієнтоване просування в магазині.
TurboGrafx-16 не зміг підтримати свій обсяг продажів або зробити сильний вплив у Північній Америці. TurboGrafx-16 та його комбінована система CD, TurboDuo., припинили виробництво в Північній Америці в 1994 року, хоча невелика кількість програмного забезпечення продовжувала виходити на платформу.
У Японії для PC Engine також було доступно ще кілька дорослих назв, таких як різні маджонгові ігри (наприклад, серія Super Real Mahjong), що відрізняє його від своїх конкурентів.

### Mega Drive/Genesis

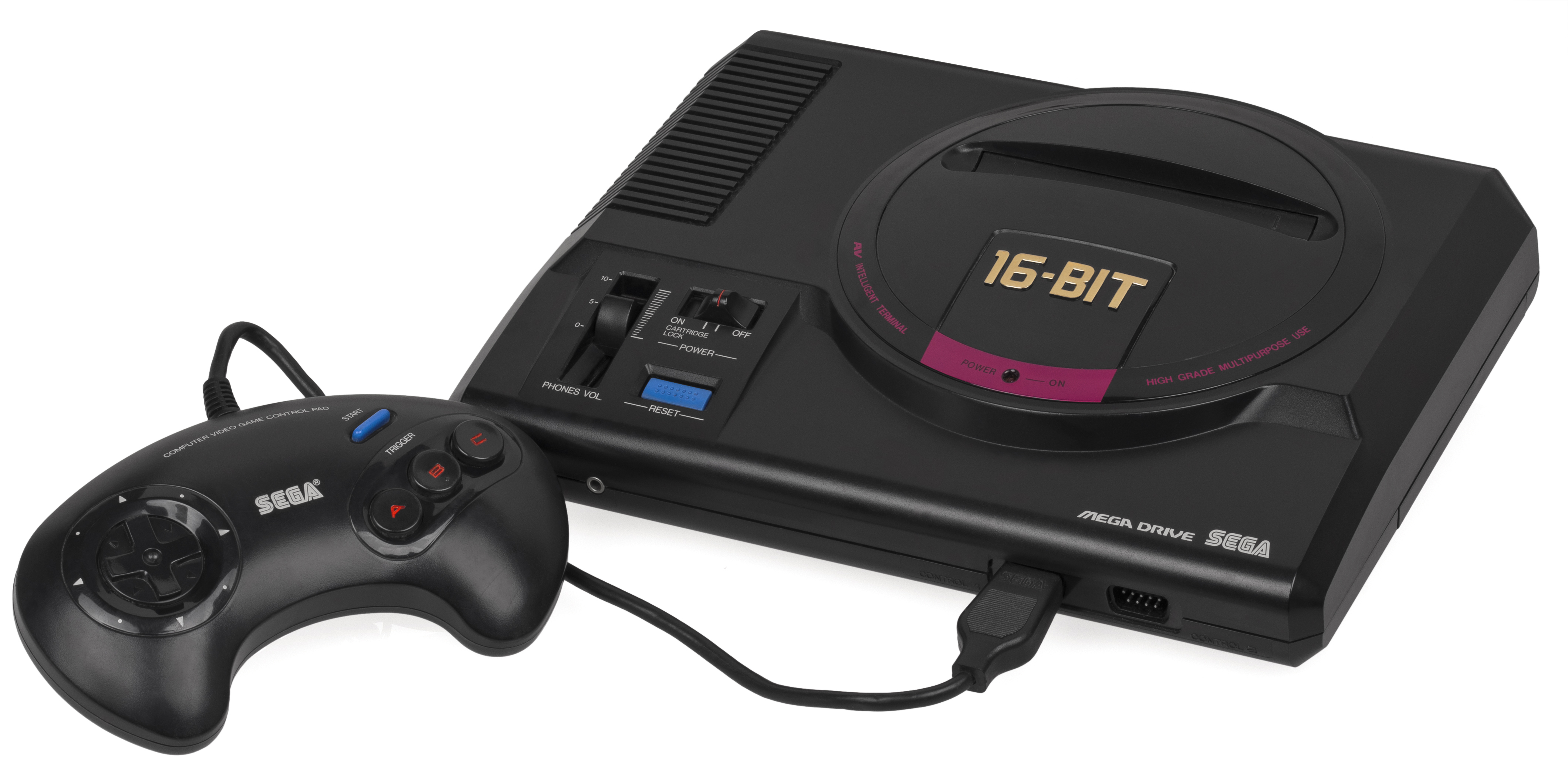

Mega Drive був випущений в Японії 29 жовтня 1988 року. Консоль була випущена в Нью-Йорку та Лос-Анджелесі 14 серпня 1989 року під назвою Genesis, а в іншій частині Північної Америки пізніше цього року. Вона була запущена в Європі та Австралії 30 листопада 1990 р. Під його оригінальною назвою.
Sega побудував свою маркетингову кампанію навколо свого нового талісману Sonic the Hedgehog, позиціонували як «більш прохолодну» альтернативу консолі Nintendo і вигадуючи термін «Blast Processing», щоб припустити, що Genesis був здатний обробляти ігри з швидшим рухом, ніж SNES. Їх реклама часто була безпосередньо суперечливою, що призвело до рекламних роликів, таких як «Genesis does what Nintendon't» та «SEGA!» scream".
Коли аркадна гра Mortal Kombat була перенесена на домашню версію Genesis і Super Nintendo Entertainment System, Nintendo вирішив цензурити гру, але Sega зберігав вміст у грі за допомогою коду, введеного на стартовому екрані (A, B, A, C, A, B, B). Mortal Kombat версія для Mega Drive отримала загалом більш сприятливі відгуки в ігровій пресі та перевищила SNES версії 3 до 1. Таке насильство також призвело до слухань у Конгресі для вивчення маркетингу насильницьких ігор для дітей та створенню Інтерактивного асоціації цифрових програм та Рейтингової ради розважального програмного забезпечення. Sega прийшов до висновку, що перевершені продажі своєї версії Mortal Kombat переважали в результаті втрат довіри споживачів та скасували випуск гри в Іспанії, щоб уникнути подальших суперечок. З новою рейтинговою системою ESRB на місці, Nintendo переглянув свою позицію щодо випуску Mortal Kombat II, і цей час став переважною версією серед рецензентів. Служба відстеження роздрібних продажів іграшок повідомила, що протягом основного місяця покупок в листопаді 1994 року 63 % всіх 16-бітових ігрових консолей, що продаються, були системами Sega.

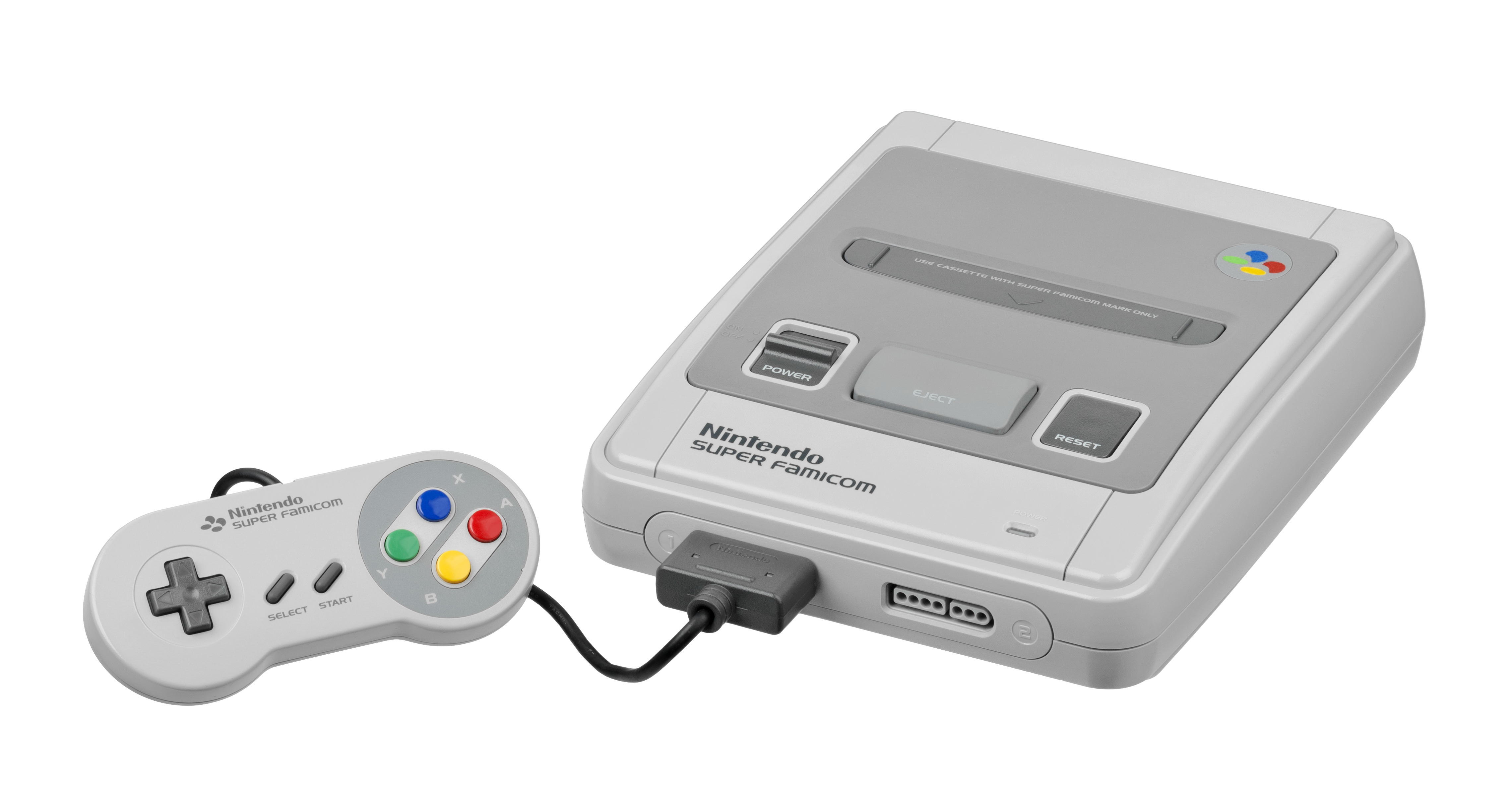

Консоль ніколи не була популярною в Японії (регулярно продавалася через двигун PC Engine), але все-таки вдалося продати 40 мільйонів одиниць в усьому світі. Перелічені серед кращих консолей, які коли-небудь досягнули шосте місце. До кінця 1995 року компанія Sega підтримувала п'ять різних консолей та два надбудови, а Sega Enterprises вирішили припинити виробництво Mega Drive в Японії, щоб зосередитися на новому Sega Saturn. Хоча це і стало чудовим сенсом для японського ринку, це було катастрофічним у Північній Америці: ринок для ігор Genesis був набагато більшим, ніж для Сатурна, але Sega залишився без інвентаризації або програмного забезпечення для задоволення попиту.

### Super Nintendo Entertainment System
Спочатку керівництво Nintendo неохоче створило нову систему, але, коли ринок перейшов на нове обладнання, Nintendo побачив ерозію командної частки ринку, яка була побудована з Famicom (називається Nintendo Entertainment System за межами Японії). Консоль четвертого покоління Nintendo, Super Famicom, була випущена в Японії 21 листопада 1990 року; Початкова відправка Nintendo 300 000 одиниць була продана протягом декількох годин. Консоль дісталася до Північної Америки як система Super Nintendo Entertainment System 23 серпня 1991 року, а також у Європі та Австралії у квітні 1992 року.

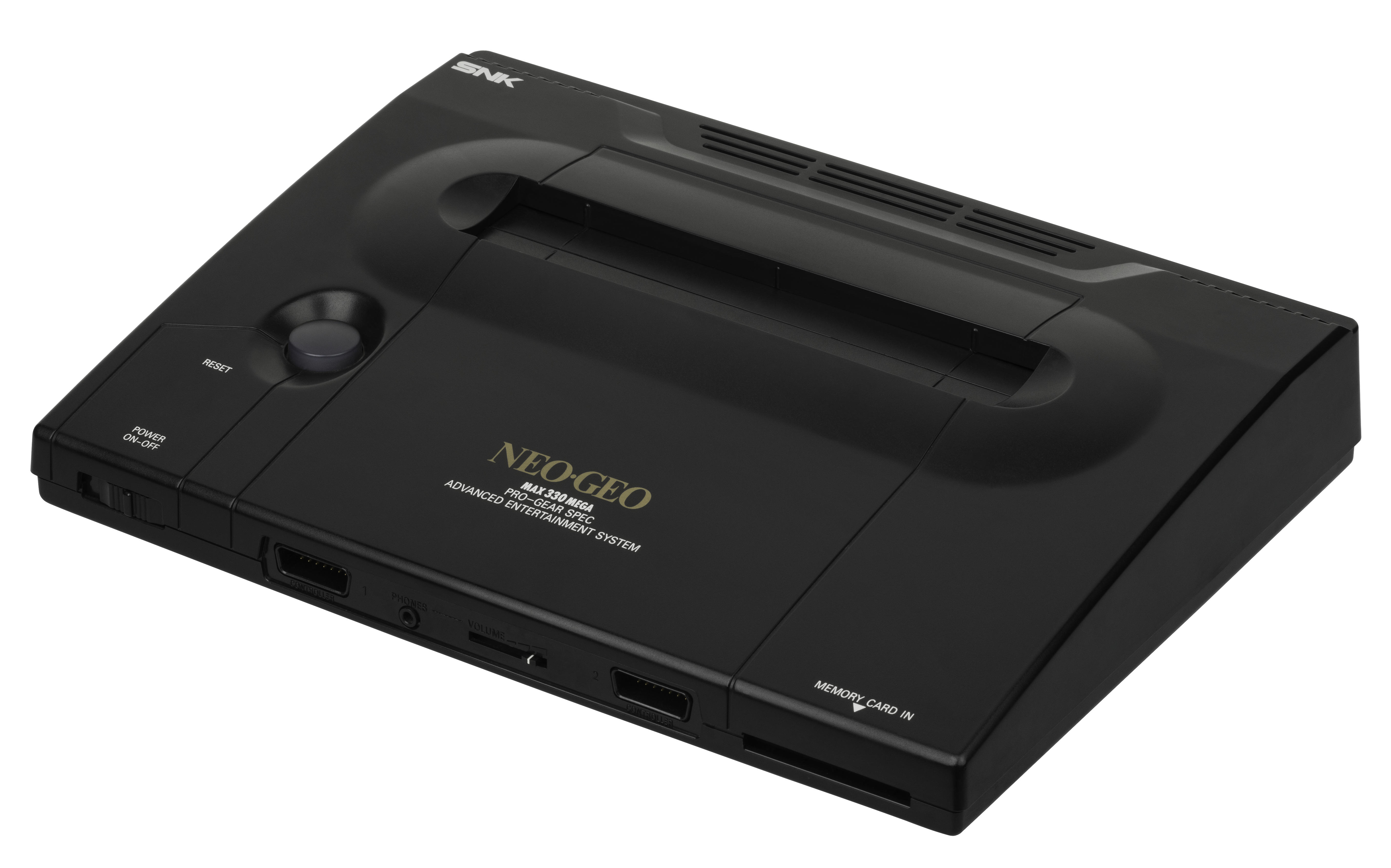

Незважаючи на жорстку конкуренцію з консолі Mega Drive/Genesis, Super Famicom/Super NES з часом зайняла найвищу позицію з продажу, продаючи 49.10 мільйонів одиниць по всьому світу і навіть залишилася популярною навіть у 32-розрядному поколінні. Позиція Nintendo на ринку була визначена збільшеними можливостями відео та звуку, що входять до їхньої приставки, а також ексклюзивними суб'єктами франчайзингу, такими як Super Mario World, The Legend of Zelda: A Link to the Past та Super Metroid. Пізніші ігри, такі як Star Fox та Donkey Kong Country, дозволять Super Famicom/Super NES добре відслідковувати епоху «п'ятого покоління» 32- і 64-розрядних консолей.

### Neo-Geo
Випущений SNK в 1990 році, Neo-Geo був домашньою консоллю версією великої аркадної платформи. У порівнянні з консольними змаганнями, Neo-Geo мав набагато кращу графіку та звук, однак надзвичайно дорога стартова ціна становила 649,99 дол. США, а ігри, що часто продавалися у роздрібному продажі понад 250 дол. США, зробили консоль доступною тільки для ринку ніші. Менш дорога версія, роздрібна торгівля за 399,99 долара, не включала картку пам'яті, пакетну гру або додатковий джойстик.

### Порівняння
| Назва                    | NEC PC Engine/TurboGrafx-16 | SEGA Mega Drive/Genesis | Nintendo SNES                                                                    | SNK Neo-Geo                                         |
| ------------------------ | --- | --- | -------------------------------------------------------------------------------- | --------------------------------------------------- |
| Логотип                  | | |                                                                                  |                                                     |
| Консоль                  | | |                                                                                  |                                                     |
| Ціни                     | US$199.99 | US$189.99 | US$199.99                                                                        | US$399.99 (Silver Edition) US$649.99 (Gold Edition) |
| Найпопулярніші ігри      | Bonk's Adventure | Sonic the Hedhehog, 15 мільйонів | Super Mario World, 20 мільйонів (на 25 червня, 2007)                             | Samurai Shodown                                     |
| Дата виходу              | 30 жовтня, 1987 29 серпня, 1989 1990 | 29 жовтня, 1988 14 серпня, 1989 30 листопада, 1990 | 21 листопада, 1990 23 серпня, 1991 11 квітня, 1992                               | 18 червня, 1991 1991                                |
| Дата закінчення продажів | весна, 1993 травень, 1994 16 грудня, 1994 | 1997 | 25 вересня, 2003 1999                                                            | 2004                                                |
| Аксесуари                | - PC-Engine CD-ROM²/TurboGrafx-CD - System Card (1994) - Super System Card (1991) - PC-Engine CD-ROM²/TurboGrafx-CD - TurboTap (1987) - TurboStick - TurboBooster - TurboBooster Plus - PC-Engine SuperGrafx - PC-Engine Duo/TurboDuo | - Mega-CD/Sega CD (1991) - Mega-CD/Sega CD Backup Ram cards (1992 JP), (1994 USA) - Sega 32X - мишка - Menacer (1992) - Power Base Converter - Sega Activator(1993) - Мультитап | - Super Scopre - SNES мишка - Super мультитап - Super Game Boy - Super Advantage | - Neo Geo Controller Pro - Neo Geo Memory Card      |
| Носій                    | HuCard, CD-ROM (при наявнасті надбудови) | Картридж, CD (при наявності надбудови) | Картридж                                                                         | Картридж                                            |
| Інтернет-сервіс          | | Sega Channel (тільки США) | Satelaview (тільки Японія)                                                       |                                                     |

### Продажі консолей
| Ігрова приставка                    | Кількість продажів |
| ----------------------------------- | ------------------ |
| Super Nintendo Entertainment System | 49 млн 1 тис.      |
| Sega Mega Drive/Genesis             | 33 млн 75 тис.     |
| PC Engine/TurboGrafx-16             | 10 млн             |
| Neo-Geo                             | 980 тис.           |
| Philips CD-i                        | 570 тис.           |